# Route impériale 4
De Route impériale 4 of De Paris à Mayence et en Prusse (Van Parijs naar Mainz en naar Pruisen) was een Route impériale in Frankrijk en Duitsland. De route is opgesteld per keizerlijk decreet in 1811 en lag toen geheel binnen het Franse Keizerrijk. Na de val van Napoleon Bonaparte kwam een deel van de route buiten Frankrijk te liggen. De rest van de route werd later de Franse N3.

## Route
De route liep vanaf Parijs via Châlons-en-Champagne, Verdun, Metz, Saarbrücken en Kaiserslautern naar Mainz. Tegenwoordig lopen over dit traject de Franse N3 en de Duitse B41, B40 en B271.